# Majskij (obwód kurski)
Majskij (ros. Майский) – chutor w zachodniej Rosji, w sielsowiecie bolszeżyrowskim rejonu fatieżskiego w obwodzie kurskim.

## Geografia
Miejscowość położona jest 2,5 km od centrum administracyjnego sielsowietu (Bolszoje Żyrowo), 13,5 km na południowy wschód od centrum administracyjnego rejonu (Fatież), 31 km na północny zachód od Kurska, 0,5 km od drogi magistralnej (federalnego znaczenia) M2 «Krym» (część trasy europejskiej E105).
W chutorze znajduje się 59 posesji.
Klimat
Miejscowość, jak i cały rejon, znajduje się w strefie klimatu kontynentalnego z łagodnym ciepłym latem i równomiernie rozłożonymi opadami rocznymi (Dfb w klasyfikacji klimatów Köppena).

## Demografia
W 2010 r. chutor zamieszkiwało 60 osób.